# 안상덕
안상덕(安商悳, 일본식 이름: 安國商悳, 1880년 7월 22일 ~ 1950년 11월 23일)은 일제강점기에 주로 활동한 천도교 지도자이다.

## 생애
서울 용산구 출신이다. 30세이던 1919년에 3·1 운동에 천도교 신자로서 가담했다. 3·1 운동에 민족대표 33인 중 사람으로 참가한 이종일은 기미 독립 선언서의 인쇄를 담당했다. 안상덕은 이종일로부터 독립선언서를 인수받아 천도교 지방 조직을 이용하여 함경도와 강원도 지역에 배포하는 일을 맡았다.
전국적인 만세시위로 자신감을 얻은 항일 세력은 임시정부의 수립을 계획했다. 안상덕은 천도교 대표로서 그해 4월 2일 인천에서 기독교의 이규갑, 불교의 이종욱 등과 함께 국민대회에 이은 한성임시정부 수립을 결의했고, 4월 19일에 거사 자금을 거출한 뒤 4월 23일 서울에서 국민대회를 열었다가 체포되었다. 이 사건으로 징역 2년형을 선고받아 복역했다.
1920년대 이후 천도교는 오랜 내분 사태에 휘말렸다. 민족대표 33인 중 한 명이었던 최린은 합법적 자치운동이나 문화운동과 같은 타협적인 노선을 내세워 신파를 형성했고, 이에 반대해 신간회에 참여한 세력은 구파가 되었다. 안상덕은 이종린 중심의 구파 계열 교역자로 활동했다.
일제 강점기 말기에는 일제에 협력한 행적이 있다. 중일 전쟁 발발 후 강압적인 전시체제가 구축되면서 천도교단은 1939년에 효율적인 전쟁 지원과 국방헌금 모금을 위해 국민정신총동원천도교연맹이라는 단체를 결성했다. 안상덕은 이 단체의 이사를 지냈고, 이듬해 조직이 개편되어 국민총력천도교연맹이 출범했을 때는 평의원을 맡았다. 1941년 발족한 조선임전보국단에도 발기인으로 참가했다.
3·1 운동 관련 공적으로 1990년에 건국훈장 애족장이 추서된 독립유공자이다.

## 같이 보기
- 한성임시정부
- 조선임전보국단

## 참고자료
- 안상덕 : 독립유공자 공훈록 - 국가보훈처
- 친일인명사전편찬위원회 (2004년 12월 27일). 《일제협력단체사전 - 국내 중앙편》. 서울: 민족문제연구소. 390,595,626쪽쪽. ISBN 8995330724.